# 벌등도
벌등도(筏登島)는 압록강에 있는 섬이다. 북한령으로 면적은 약 25ha이다.

## 개요
압록강 내 200여개 섬 중 하나이다. 중국 지안(集安)과 북한 자강도 만포(滿浦) 사이에 있다. 섬 이름은 옛날 압록강에서 뗏목을 타고 가던 뗏목꾼들이 잠깐씩 이곳에 올라 쉬어 가던 곳으로 벌목꾼들이 올랐다는 뜻에서 유래됐다.